# Шаповалов, Роман (атаман)
Роман Шаповалов (1888, Ямполь, Донецкая область — 16 августа 1921, Соль, Соледар) — повстанческий атаман, участник махновского движения, анархист.

## Биография
Роман родился в богатой крестьянской семье в Изюмском уезде, Харьковской губернии. До революции он был крупным землевладельцем, был хозяином питейного заведения в селе Ямполь.
В конце 1918 года, с приходом большевиков в Донбасс, при поддержке Ямпольского совета и ревкома местные люмпен-пролетарии сожгли его дом, разворовали весь его хозяйственный инвентарь. В городе Лимане чекисты схватили сына Романа и после пыток расстреляли.
Вместе с группой крестьян он ушел в лес и основал повстанческий отряд численностью 20 человек. Повстанцы стали нападать на продотряды, на поезда на перегоне Лиман — Ямполь.
Летом 1920 года отряд Шаповалова действовал в Лисичанском районе Донецкой губернии. В июле отряд Шаповалова в Лисичанском районе убил начальника продотряда и восьмерых красноармейцев. В деревне Кабанье обезоружил 66 красноармейцев, в Юрьевке убил продкомиссара Изюмского уезда. В Лимане повстанцы Романа захватили и увезли в неизвестном направлении комиссара города Лимана, агента кооперации, волвоенкома Нижнянской волости, двух милиционеров, двух красноармейцев. В селе Терны Роман организовал восстание против большевистской власти в нём принимали участие 2 тыс. местных крестьян, восстание было подавлено.
В сентябре отряд Шаповалова активизировал свою деятельность в связи с приближением РПАУ, повстанцы уничтожали телефонное и телеграфное имущество, взрывали железнодорожные линии, мосты, уничтожали паровозы, громили советы и исполкомы. В середине сентября 1920 года отряды Шаповалова контролировали Ямполь (Славянский), Поповку и Торскую; Романом была проведена мобилизация в этих селах. В конце этого же месяца Шаповалов послал своих агентов в Юзовский район для активизации местных восстаний.
В августе 1920 года присоединился к РПАУ и совместно с Н. Махно и Л.Терезовым действовал в Изюмском уезде до конца сентября. Его отряд вместе с отрядом Махно разгромили Ревком и Совет в Ямполе в августе.
Шаповалов имел широкую поддержку среди крестьян, а также среди машинистов паровозов, которые оказывали посильную помощь в захвате поездов.
16 августа 1921 года во время одной из боевых операций на станции Соль атаман Шаповалов подвергается атаке отряда ЧОН из Бахмута. В стычке он был убит.